# Mission habitée vers un astéroïde
 (novembre 2012).
Si vous disposez d'ouvrages ou d'articles de référence ou si vous connaissez des sites web de qualité traitant du thème abordé ici, merci de compléter l'article en donnant les références utiles à sa vérifiabilité et en les liant à la section « Notes et références ».

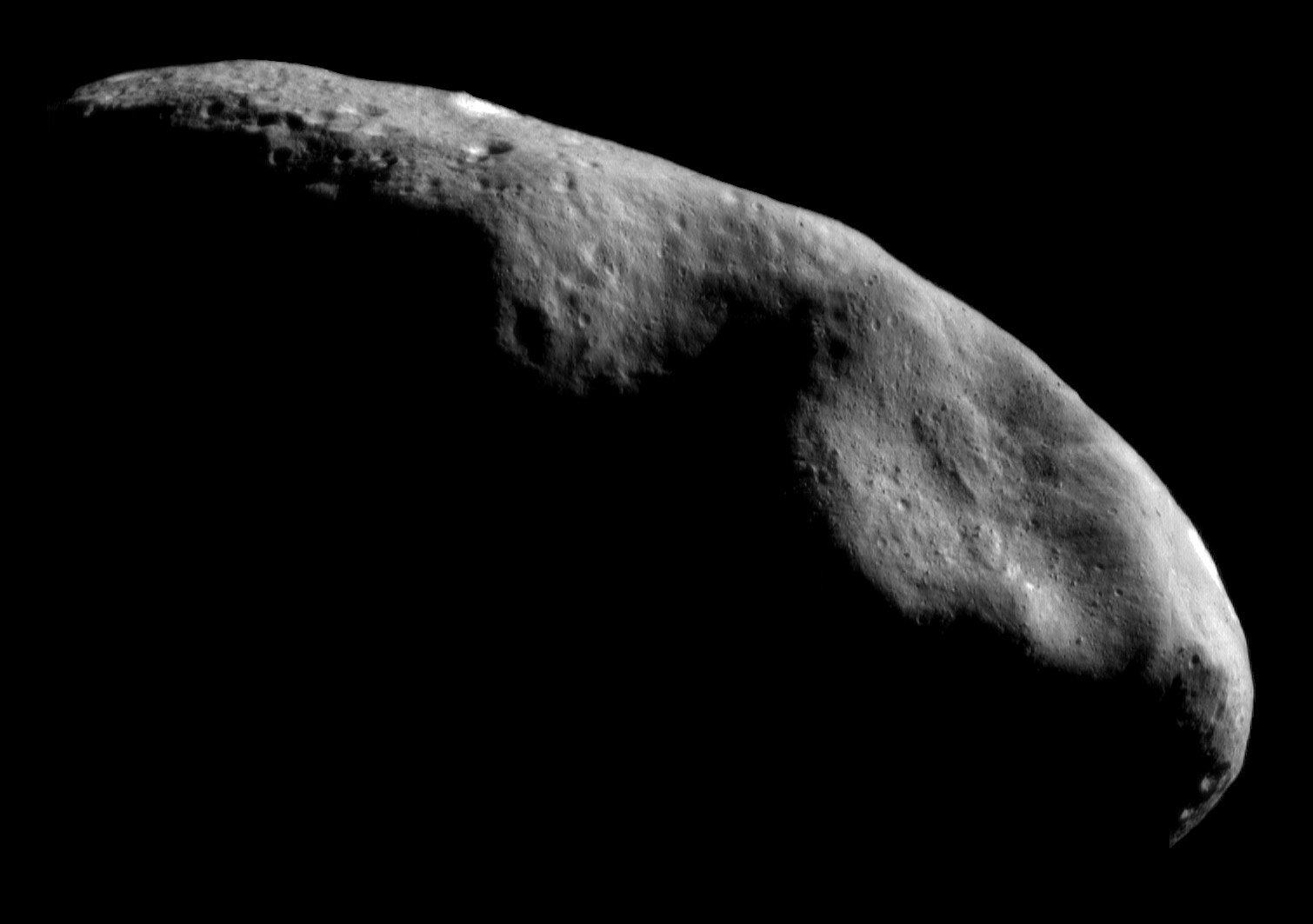
433 Éros est un astéroïde géocroiseur.

Une mission habitée vers un astéroïde est un des objectifs à long terme de l'astronautique. Les astéroïdes géocroiseurs seraient la cible d'une telle mission, en raison de leur proximité à la Terre.
Une mission habitée vers un astéroïde constituerait une nouvelle étape dans la conquête spatiale, en envoyant des astronautes au-delà de l’orbite lunaire, dans un rayon d’action de 4,8 millions de kilomètres autour de la Terre.
Le président Barack Obama a annoncé le 15 avril 2010 que le projet d'une mission habitée vers un astéroïde est devenu un nouvel objectif, à l'horizon 2025. Cette déclaration fut annoncée après sa proposition de l’annulation du programme Constellation en février 2010, dont le principal objectif était le retour de l'homme sur la Lune. Barack Obama a ajouté qu'une mission spatiale lointaine pourrait servir de tremplin pour un vol habité vers Mars dans le milieu des années 2030.
La NASA développe actuellement le vaisseau spatial Orion et son lanceur Space Launch System (SLS) qui permettront de réaliser une telle mission.

## Objectifs d'une mission habitée vers un astéroïde
Science
- Étudier la formation et l'histoire du système solaire[3],[4],
- Mettre en corrélation des familles d'astéroïde aux échantillons de météorite[3],[4],

Sécurité
- Permettre de dévier de futurs impacteurs qui menaceraient la Terre, en comprenant la structure et la composition de petits astéroïdes, ainsi que la façon d'opérer autour de ceux-ci[3],[4],

Économie
- Évaluer la viabilité des ressources venant d'astéroïdes dans l'optique d'une éventuelle exploitation minière[3],[4],

Technique
- Apprendre à mener des missions humaines dans l'espace lointain, avec le retard des informations dû au trajet de la lumière, le risque de radiation et sans réapprovisionnement ni sauvetage[3],[4].

## Contraintes
Pendant le trajet
- Une longue mission dans l'espace interplanétaire exposera l'équipage aux radiations solaires et aux rayons cosmiques, dont les effets sur la santé sont encore peu connus,
- Les astronautes vivront dans habitable au volume limité pendant tout le voyage,
- Des dispositifs de support de vie devront être intégrés (renouvellement de l'air, nourriture).

Arrivé à l'astéroïde
- La gravité n'est pas suffisante pour se poser, le vaisseau devra se lier à l'astéroïde. Des systèmes d’attaches devront être conçus pour s’ancrer,
- Lors des sorties extravéhiculaires, le déplacement des astronautes en microgravité sera également une source de difficultés.

## Préparation de la mission

### Programme NEEMO

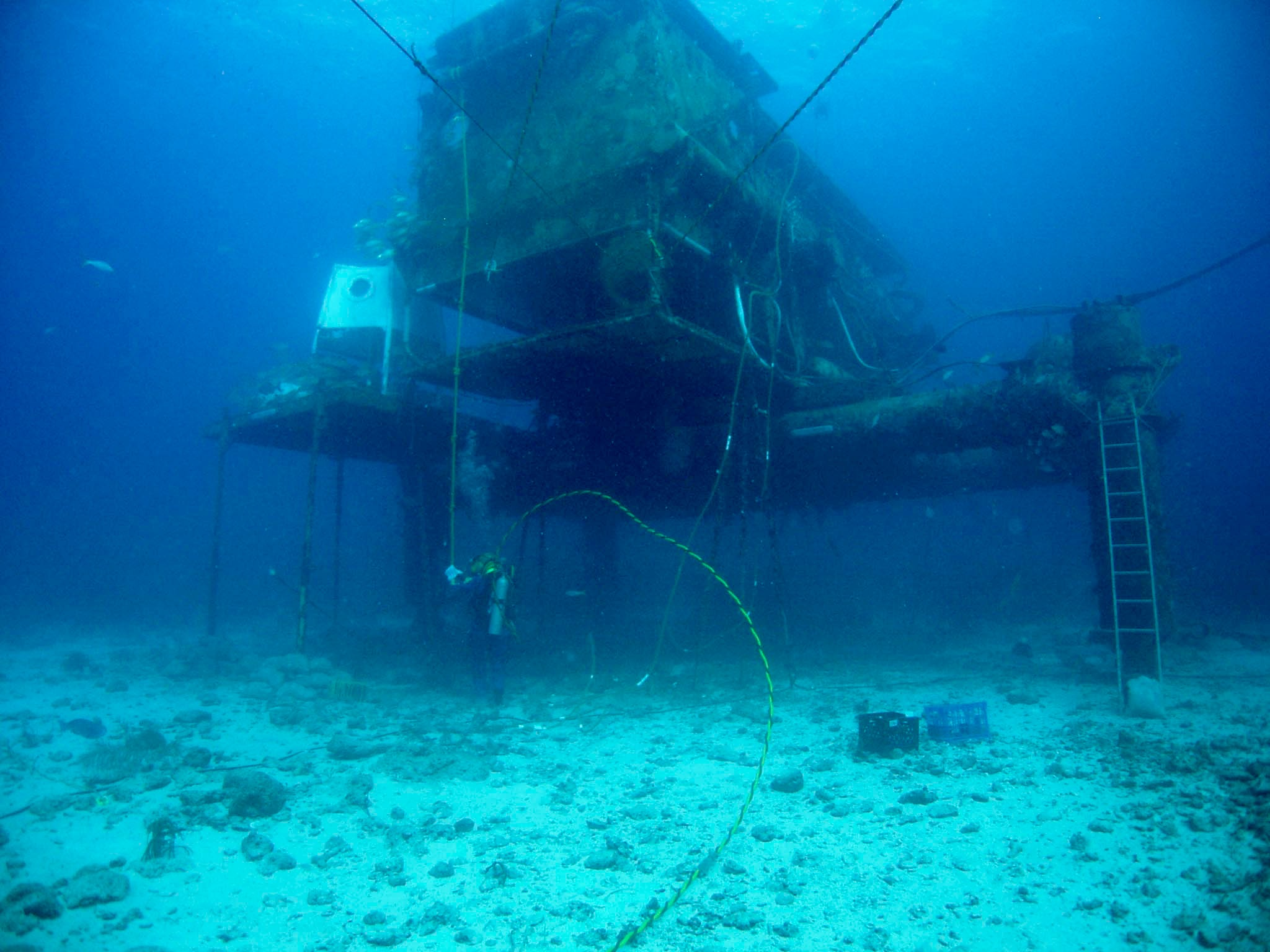
Un membre de l'équipe NEEMO 11 travaillant près de l'Aquarius durant une sortie extravéhiculaire.

Afin de préparer les astronautes aux conditions de microgravité régnant à la surface d'un astéroïde, la NASA a lancé le programme NEEMO (NASA Extreme Environment Mission Operations), destiné à isoler des groupes de scientifiques dans un milieu clos et isolé (en l'occurrence, dans l'Aquarius, un laboratoire sous-marin) dans le but d'étudier les comportements et réactions des personnes soumises à des conditions similaires à celles que rencontrerait un équipage d'un vaisseau spatial éloigné et isolé de la Terre durant un long séjour.

### Astéroïdes candidats
Plusieurs critères définissent l'accessibilité d'un astéroïde :
- sa vitesse relative à la Terre,
- son demi-grand axe,
- son excentricité,
- son inclinaison par rapport au plan de l’écliptique.

Ces paramètres permettront de calculer le delta-v nécessaire pour atteindre l'astéroïde, la valeur la plus petite étant préférable, afin de limiter la quantité de propergol à embarquer pour le trajet aller-retour.
Il existe un petit nombre d'astéroïdes accessibles, comme 2008 EA9 qui est un candidat sérieux à l'exploration habitée d'astéroïde,.
| Nom            | Diamètre (m) |
| -------------- | ------------ |
| 2008 HU4 (id)  | 7-10         |
| 1991 VG        | 6-9          |
| 2008 EA9       | 8-12         |
| 2007 UN12 (id) | 5-8          |
| 1999 AO10 (en) | 50-70        |
| 2008 JL24      | 4-5          |
| 2006 RH120     | 4-5          |
| 2000 SG344     | 30-45        |

### Mission de reconnaissance
Dans un rapport qui sera présenté à l'Assemblée du Japan Geoscience Union, la NASA exprimera son souhait de lancer un vaisseau spatial inhabité, qui utilisera un bras robotique pour recueillir des échantillons d'un astéroïde en 2016, avant d'envoyer une mission habitée à la fin des années 2020.

## Déroulement d'une mission type
Une mission habitée ayant pour objectif un rendez-vous avec un astéroïde distant d'environ 5 millions de kilomètres de la Terre, prendrait environ un an pour faire le voyage aller-retour. Les astronautes pourraient rester sur l'astéroïde 30 jours au maximum.